# Stefan Moser (Reporter)
Stefan Moser (* 19. März 1960 in Osnabrück) ist ein Motorsportreporter für RTL, Eurosport und Motors TV.

## Leben
Nach Abitur, Bundeswehr, Banklehre und anschließenden Studium der Politik und Volkswirtschaftslehre in Frankfurt wechselte er zum Radio. Seine Karriere begann er bei Radio RPR, wo er fast 10 Jahre die Morningshow moderierte. Es folgte ein fünfjähriger Abstecher als Reporter in die Formel 1. Für RTL kommentiert er seit 2007 die Red Bull Air Race Weltmeisterschaft.
Von Juli 2009 bis August 2014 arbeitete er als Leiter für Marketing und Kommunikation bei Volkswagen Motorsport, bevor er zur Leitung für Produktkommunikation bei Audi wechselte.
Neben dem Radio hat er eine Vorliebe für den Sport. Beim Karlsruher SC moderierte er 3 Jahre lang das Fan TV und in Trier war er vier Jahre Hallensprecher der Basketballer in der Bundesliga. Neben den Aufgaben beim Fernsehen ist er für die DTM als Boxengassenreporter unterwegs.
Moser ist verheiratet und lebt in Wolfsburg. Er hat zwei Kinder.